# Path to War
Path to War is een Amerikaanse dramafilm uit 2002 onder regie van John Frankenheimer.

## Verhaal
Lyndon B. Johnson behaalt een verpletterende overwinning bij de Amerikaanse presidentsverkiezingen van 1964. Hij wil van zijn ruime meerderheid gebruikmaken om enkele diepgaande maatschappelijke hervormingen door te voeren in de Verenigde Staten. Niettemin zal Johnson buiten zijn wil om vooral de geschiedenis ingaan als de president tijdens wiens ambtstermijn de Verenigde Staten steeds meer betrokken raakten bij de uitzichtloze Vietnamoorlog.

## Rolverdeling
| Acteur            | Personage            |
| ----------------- | -------------------- |
| Michael Gambon    | Lyndon B. Johnson    |
| Donald Sutherland | Clark M. Clifford    |
| Alec Baldwin      | Robert McNamara      |
| Bruce McGill      | George Ball          |
| James Frain       | Richard N. Goodwin   |
| Felicity Huffman  | Lady Bird Johnson    |
| Frederic Forrest  | Earle Wheeler        |
| John Aylward      | Dean Rusk            |
| Philip Baker Hall | Everett Dirksen      |
| Tom Skerritt      | William Westmoreland |
| Diana Scarwid     | Marny Clifford       |
| Sarah Paulson     | Luci Baines Johnson  |
| Gerry Becker      | Walt Whitman Rostow  |
| Peter Jacobson    | Adam Yarmolinsky     |
| Cliff De Young    | McGeorge Bundy       |